# مردان علیه آتش
مردان علیه آتش (به انگلیسی: Men Against Fire)، پنجمین قسمت از فصل سوم مجموعه آنتولوژی علمی‌تخیلی بریتانیایی آینه سیاه است. این اپیزود توسط خالق سریال آینه سیاه یعنی چارلی بروکر نوشته شده و یاکوب فربروخن آن را کارگردانی کرده‌است. مردان علیه آتش همچون دیگر اپیزودهای فصل سوم سریال در تاریخ ۲۱ اکتبر ۲۰۱۶ توسط نت‌فلیکس منتشر شد.
داستان این اپیزود در یک ویران‌شهر و جهانی  پسارستاخیزی رقم می‌خورد. تمرکز داستان بر روی سرباز جوانی به نام استرایپ است که مدتی است با کابوس‌های شبانه عجیبی درگیر شده‌است. وظیفه جوخه‌ای که استرایپ در آن خدمت می‌کند، شناسایی و از بین بردن موجوداتی عجیب است که به «سوسک» معروف شده‌اند. در جریان یکی از ماموریت‌ها، اتفاقی برای استرایپ رخ می‌دهد که او را نسبت به همه چیز و خصوصاً ماهیت سوسک‌ها دچار شک می‌کند.
چارلی بروکر در یک مصاحبه اعلام کرد که ایده اصلی این داستان بعد از دیدن یک مستند که مربوط به جنگ عراق بوده به ذهنش رسیده‌است. مردان علیه آتش با واکنش مثبتی از سوی منتقدان همراه بود و به خصوص از نطر داستانی و پیچش پایانی آن مورد تقدیر گرفت.